# شناور ترابری کلاس-راپوچا
شناور ترابری کلاس-راپوچا (به انگلیسی: Ropucha-class landing ship) یک کلاس از کشتی است که طول آن 112,5 m می‌باشد.